# Desagüe francés

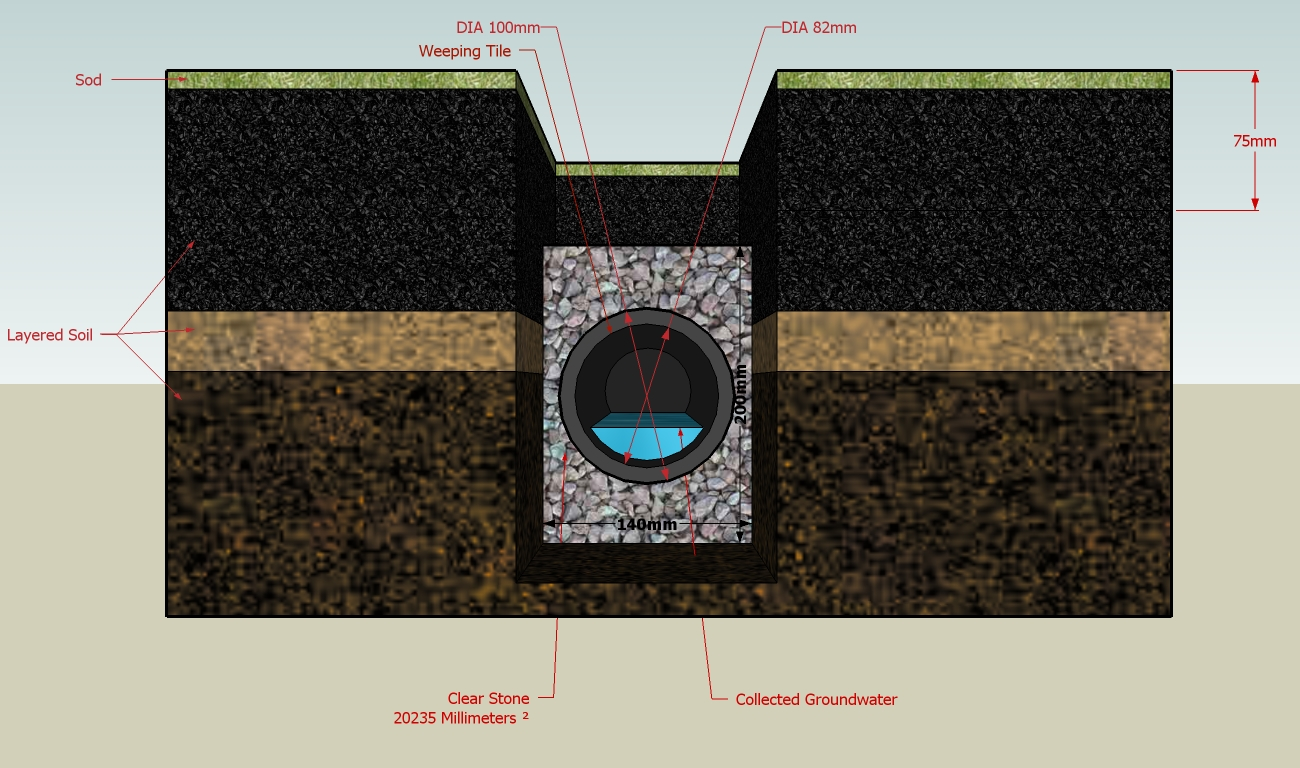
Un diagrama de un desagüe francés tradicional

Un desagüe francés  o baldosa de drenaje (también drenaje de zanja, drenaje de filtro, drenaje ciego,  drenaje de escombros,  drenaje de rocas,  baldosa de drenaje, drenaje perimetral, drenaje de tierra, zanja francesa, subsuperficie de drenaje, drenaje subterráneo o drenaje agrícola) es una zanja llena de o bien grava, roca o una tubería perforada que redirige el agua superficial y subterránea lejos de un área.
Los desagües franceses se utilizan principalmente para evitar que el agua subterránea y superficial penetre o dañe los cimientos de los edificios, así como una alternativa a las zanjas abiertas o alcantarillas pluviales para calles y carreteras. Alternativamente, se pueden usar drenajes franceses para distribuir el agua, como un campo de drenaje séptico en la salida de un sistema típico de tratamiento de aguas residuales de un pozo séptico. Los desagües franceses también se utilizan detrás de muros de contención para aliviar la presión del agua subterránea.

## Historia y construcción
Las primeras formas de desagües franceses eran zanjas simples que se colocaban de un área alta a una más baja, que luego se llenaban de grava. Estos fueron inventados en Francia. Los  desagües franceses estaban hechos de secciones de teja ordinaria dispuestos con unos 3 mm de espacio entre ellas para permitir el paso del agua. Posteriormente, se diseñaron baldosas de drenaje especializadas con perforaciones. Para evitar la obstrucción, el tamaño de la grava varió de grueso en el centro a fino en el exterior y se seleccionó en función de la gradación del suelo circundante. Los tamaños de las partículas fueron críticos para evitar que la tierra circundante se dirija hacia los poros, es decir, los huecos entre las partículas de grava y obstruyeran el drenaje. El posterior desarrollo de geotextiles simplificó enormemente esta técnica.
Las zanjas se cavan manualmente o con una zanjadora. Es típica una inclinación de 1 en 100 a 1 en 200. Revestir el fondo de la zanja con arcilla o tubería de plástico aumenta el volumen de agua que puede fluir por el desagüe. Los sistemas de drenaje franceses modernos están hechos de tubería perforada, es decir, baldosas goteantes rodeadas de arena o grava, y geotextil o textil de jardinería. Los textiles de jardinería evitan la migración del material de drenaje y también evitan que el suelo y las raíces entren y obstruyan la tubería. La tubería perforada proporciona un volumen subterráneo menor de almacenamiento de agua, sin embargo, el objetivo principal es el drenaje del área a lo largo de toda la tubería a través de sus perforaciones y descargar cualquier exceso de agua en su terminal. La dirección de percolación depende de las condiciones relativas dentro y fuera de la tubería.
Los sistemas de drenaje subterráneo se han utilizado comúnmente durante siglos. Tienen muchas formas que son similares en diseño y función al drenaje francés tradicional.

### Estructura del sistema de drenaje
Las variaciones de drenaje francés incluyen:
| Nombre                | Descripción |
| --------------------- | --- |
| Desagüe de cortina    | Esta forma comprende un tubo perforado rodeado de grava. Es similar al drenaje francés tradicional, cuya grava o material agregado se extiende hasta la superficie del suelo y se descubre para permitir la recolección de agua, excepto que una cortina de drenaje no se extiende a la superficie y en cambio está cubierta por tierra, en el que se pueda plantar césped u otra vegetación, de modo que el desagüe quede oculto. |
| Drenaje del filtro    | Esta forma drena el agua subterránea. |
| Desagüe del colector  | Esta forma combina el drenaje de aguas subterráneas y la interceptación de aguas superficiales o escurrimientos de agua, y puede conectarse a las tuberías subterráneas para desviar rápidamente las aguas superficiales; preferiblemente tiene un filtro limpiable para evitar la migración de los escombros de la superficie al área subterránea que obstruirían las tuberías.                                                   |
| Drenaje interceptor   | Esta forma combina el drenaje de aguas subterráneas y la interceptación de aguas superficiales o escurrimientos de agua, y puede conectarse a las tuberías subterráneas para desviar rápidamente las aguas superficiales; preferiblemente tiene un filtro limpiable para evitar la migración de los escombros de la superficie al área subterránea que obstruirían las tuberías.                                                   |
| Drenaje de dispersión | Esta forma distribuye las aguas residuales que emite un pozo séptico. |
| Drenaje de aleta      | Este encofrado comprende una tubería perforada subterránea desde la cual se extiende perpendicularmente hacia arriba a lo largo de su longitud una delgada sección vertical, denominada "aleta", de material agregado para drenaje a la tubería. La longitud es 200 mm. Esta forma es menos costosa de construir que un drenaje francés tradicional.                                                                               |

Un desagüe francés puede terminar en una pendiente cuesta abajo, pozo seco o un jardín infiltrante donde las plantas absorben y retienen el agua drenada. Esto es útil si los sistemas de agua de la ciudad u otras áreas de aguas residuales no están disponibles.

### Consideraciones de tamaño

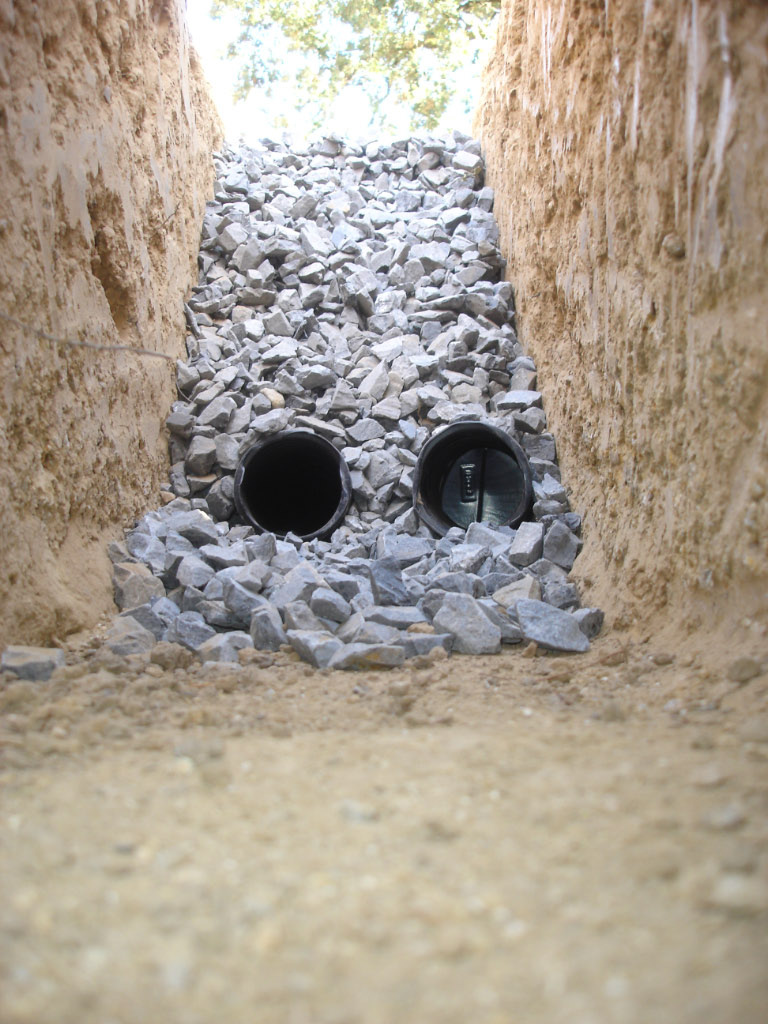
Vista en sección transversal que muestra el desagüe francés con dos tuberías subterráneas.

Dependiendo del nivel y el volumen esperado de agua de lluvia o escorrentía, los desagües franceses pueden ensancharse o también basarse en 2 o 3 tuberías de drenaje subterráneas. Varias tuberías también proporcionan redundancia, en caso de que una tubería se llene en exceso o se obstruya por una ruptura o defecto en la tubería. Una tubería puede llenarse en exceso si está en un lado del drenaje que recibe un volumen de agua mucho mayor, como una tubería que está más cerca de una pendiente cuesta arriba o más cerca de la línea del techo que gotea cerca del drenaje francés. Cuando una tubería se llena en exceso, el agua puede filtrarse lateralmente hacia una tubería paralela, como una forma de equilibrio de carga, de modo que ninguna tubería se ralentice por las burbujas de aire, como podría suceder en una tubería llena sin espacio de aire superior.

### Filtros y cubiertas
1. Filtros: los materiales permeables, por lo general telas no tejidas, pueden incluir arena y grava, colocadas alrededor de la tubería o cubierta de drenaje para restringir la migración de partículas no coloidales de los suelos circundantes.
2. Cubiertas: grava, piedra, roca o tubería circundante. Estos son materiales permeables que se colocan alrededor de la tubería o productos de drenaje para mejorar las condiciones de flujo en el área inmediatamente alrededor del drenaje y para mejorar las condiciones del relleno y del relleno estructural.

### Cimientos
Los desagües franceses a menudo se instalan alrededor de los cimientos de una casa de dos maneras diferentes:
- Enterrado alrededor de la pared del cimiento, en el lado externo
- Instalado debajo del piso del sótano en el perímetro interior del sótano

En la mayoría de las casas, se instala un drenaje francés externo o loseta de drenaje alrededor de las paredes de los cimientos antes de rellenar el suelo de los cimientos. Se coloca en la parte inferior del área excavada y se coloca una capa de piedra encima. En muchos casos, luego se coloca una tela de filtro sobre la piedra para evitar que entren sedimentos finos y partículas. Una vez que se instala el drenaje, el área se rellena y el sistema se deja a menos que se obstruya.
Si bien un desagüe francés externo puede funcionar durante diez años o más sin necesidad de mantenimiento, es propenso a obstruirse sin previo aviso y eventualmente puede conducir a un sótano inundado. Cuando no hay fibra de filtro, los sedimentos pueden atravesar la piedra a medida que pasan los años y obstruir el drenaje. Cuando la tela del filtro está presente, puede obstruirse con sedimentos. Puede ser conveniente proporcionar limpiezas, como se hace con las alcantarillas sanitarias, para proporcionar acceso para la inspección con una cámara. Además, un desagüe francés que no está instalado con una bomba de achique cuenta solo con la gravedad para drenar el agua de los cimientos, y si la casa no está ubicada en una colina o cerca de una pendiente pronunciada, encontrar esta pendiente puede ser problemático. Además, el mantenimiento de un desagüe francés externo implica una costosa excavación exterior, que incluye la eliminación de pasillos, arbustos, porches, jardines y cualquier otra cosa a lo largo del perímetro.
La instalación de un desagüe francés alrededor del perímetro interior se realiza generalmente después de que se ha construido la casa. Por lo general, esto se hace en respuesta a un sótano húmedo o justo antes de finalizar un sótano. Para instalar este tipo de desagüe, se perfora el perímetro del piso del sótano hasta la base y se retira el concreto. Se coloca una capa de piedra y encima se coloca un tubo de drenaje perforado. El agua se recolecta de la junta del piso de la pared del sótano a medida que ingresa y se instala una bomba para eliminar el agua de la casa y alejarla de los cimientos.
Una vez completada el área, excepto por 5 cm espacio alrededor del borde, se realiza el hormigonado. Este espacio se utiliza para permitir la entrada de agua desde las paredes del sótano. Esto se puede instalar muy rápidamente, uno o dos días para un equipo experimentado. El sistema es fácil de mantener una vez instalado y la bomba de achique necesitará un mantenimiento anual para funcionar correctamente. Es mucho menos probable que se obstruya un desagüe francés interior que uno exterior, en parte debido al hecho de que no se encuentra debajo de varios metros de tierra.
La instalación de los desagües franceses interiores es una forma eficaz de impermeabilizar un sótano, pero requiere el uso de una bomba de achique. Muchos contratistas instalarán bombas de achique de plástico, que eventualmente pueden averiarse, o no instalar una  batería de respaldo, lo que hace que el sótano sea vulnerable a inundaciones durante cortes de energía. Las bombas de achique deben instalarse con un sistema de batería de respaldo en un revestimiento de achique adecuado de unos 80 litros o mayor, para evitar que el sumidero donde se encuentra la bomba tenga muy poca agua y se encienda y apague continuamente.
El drenaje francés ha evolucionado significativamente desde sus orígenes, comenzando como una zanja excavada a mano, pasando a baldosas de cerámica, tuberías de PVC y, finalmente, a las nuevas innovaciones de drenaje francés en el mercado. Cada nuevo sistema es capaz de abordar las debilidades del antiguo a medida que el drenaje francés continúa mejorando y evolucionando. 

## Aspectos legales
En los EE. UU., Los municipios pueden requerir permisos para construir sistemas de drenaje, ya que la ley federal requiere que el agua enviada a los desagües pluviales esté libre de ciertos contaminantes y sedimentos.[cita requerida]
En el Reino Unido, las autoridades locales pueden tener requisitos específicos para el desagüe de un desagüe francés en una zanja o curso de agua.

## Galería

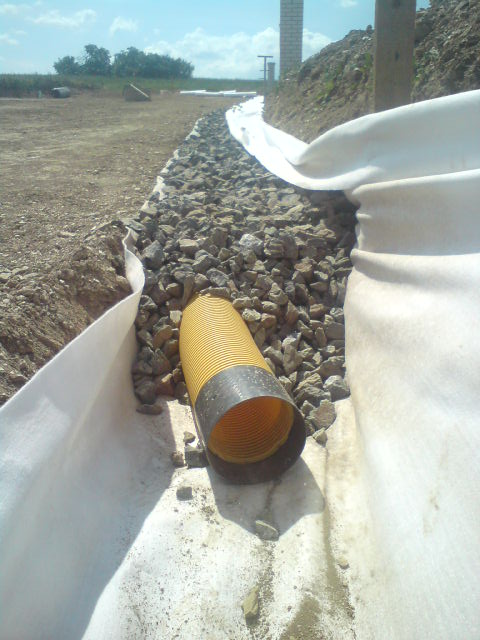
Construcción de un desagüe francés para drenaje de carreteras.
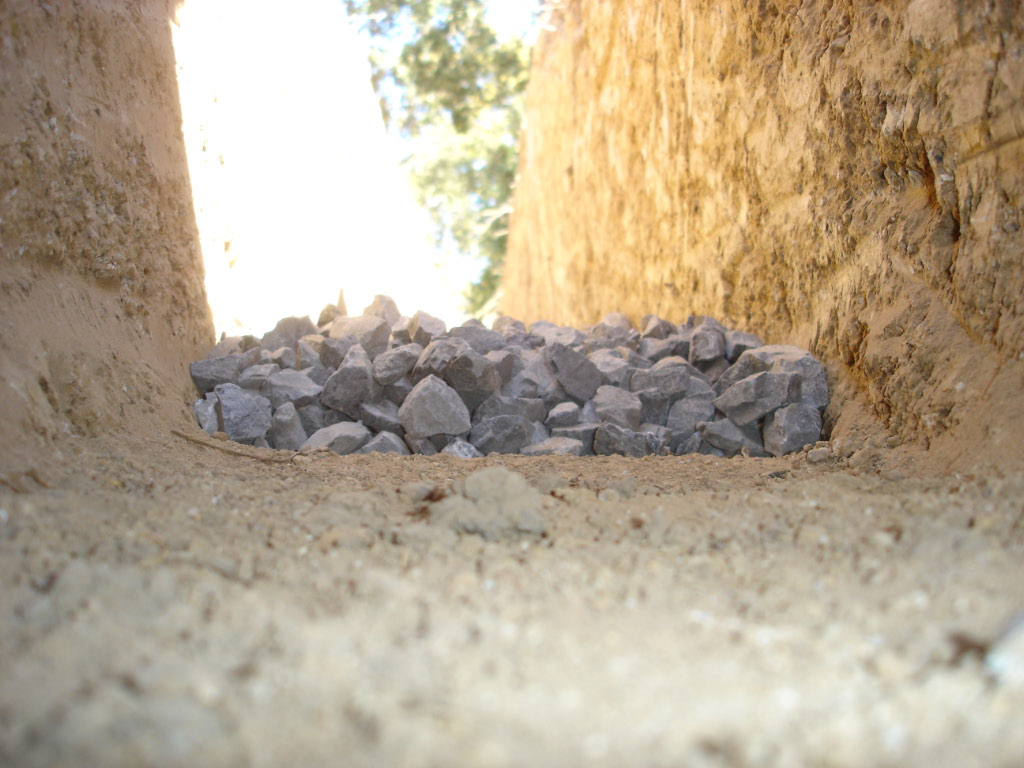
Inicio de drenaje francés.
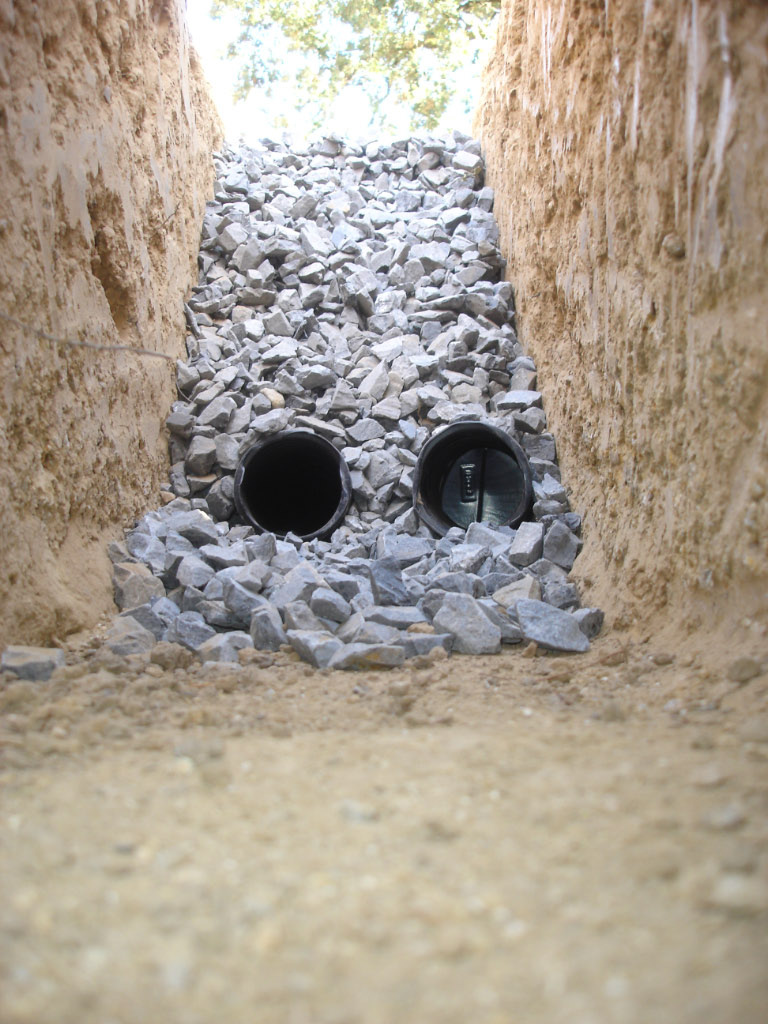
Desagüe francés con base de roca y tubería.
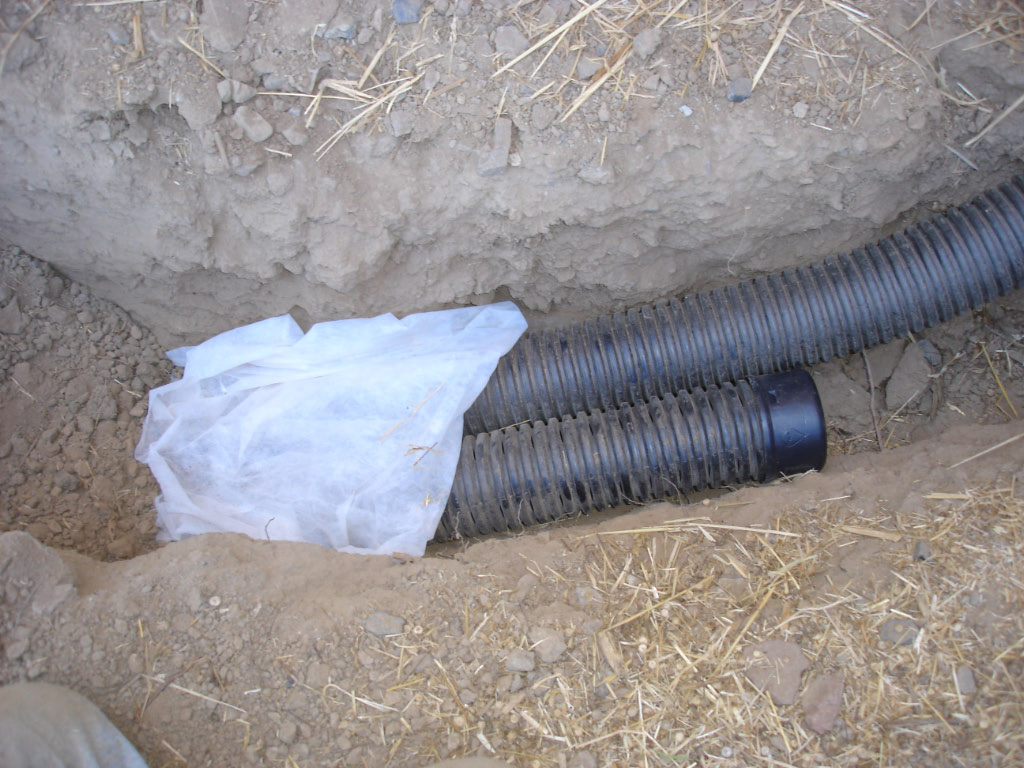
Vista superior del desagüe francés.
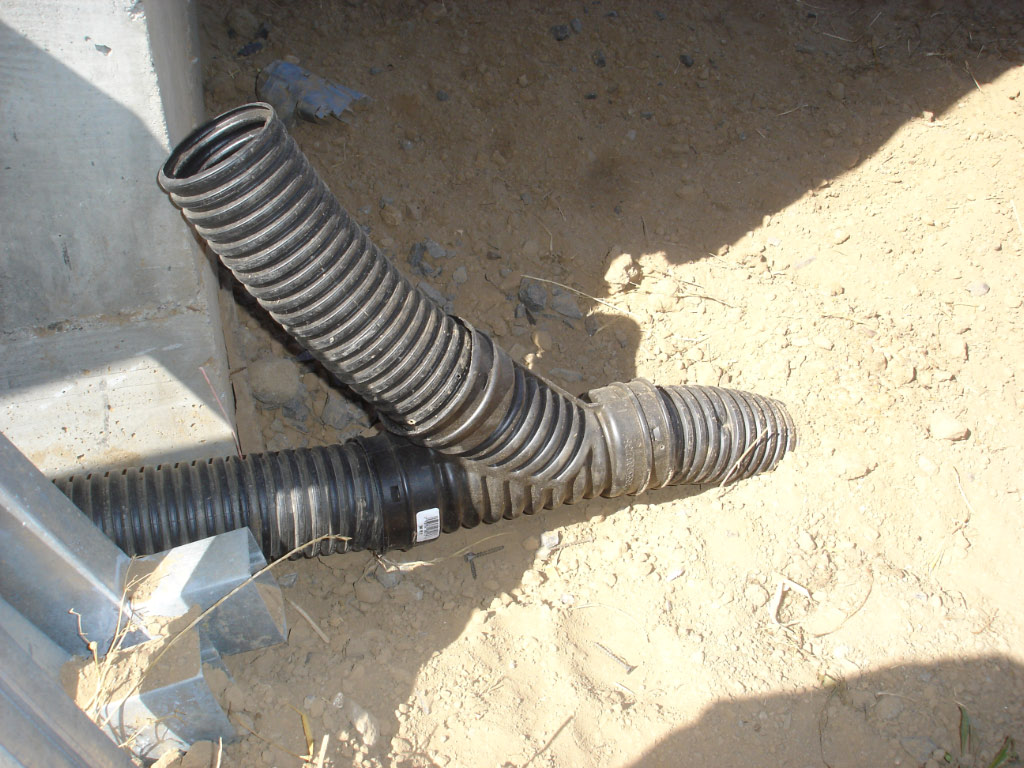
Un accesorio en Y que une una tubería corrugada perforada y no perforada a una salida sólida enterrada
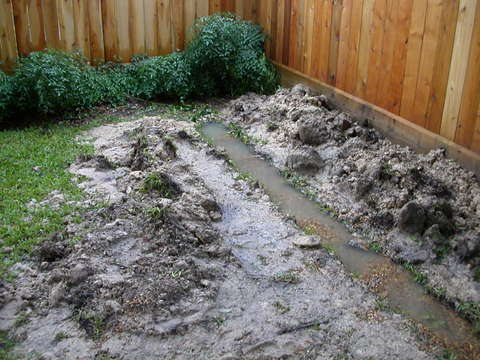
Un desagüe francés en construcción después de una lluvia (tenga en cuenta que la parte trasera de la zanja aún no se ha excavado).